# 卷担子菌科
卷担子菌目（学名：Helicobasidiales），是担子菌门柄锈菌纲下的一个目。该目只有卷担子菌科（学名：Helicobasidiaceae）一个科。

## 属
- 卷担子菌属 Helicobasidium Pat. (1885)
- 紫纹羽菌属 Stypinella
- 锈生座孢属 Tuberculina